# Marc Emili Paulus (cònsol 302 aC)
Marc Emili Paulus (en llatí: Marcus Aemilius L. f. Paullus) va ser un magistrat romà. Formava part de la gens Emília i era de la família dels Emili Paulus.
Va ser elegit cònsol l'any 302 aC juntament amb Marc Livi Denter. En el seu període es va enfrontar prop de Turis a l'espartà Cleònim que assolava les costes italianes amb una flota. L'any 301 aC va ser magister equitum del dictador Marc Valeri Corvus i mentre el dictador era a Roma a consultar els auspicis, el magister va ser derrotat en combat pels etruscs.